# Fontaines-sur-Grandson
Fontaines-sur-Grandson – miejscowość i gmina (commune) w zachodniej Szwajcarii, w kantonie Vaud, w okręgu (district) Jura-Nord vaudois. Leży nad rzeką Arnon. 

## Demografia
W Fontaines-sur-Grandson mieszka 214 osób. W 2021 roku 9,8% populacji gminy stanowiły osoby urodzone poza Szwajcarią.